# Ipomoea homotrichoidea
Ipomoea homotrichoidea är en vindeväxtart som beskrevs av O'donell. Ipomoea homotrichoidea ingår i släktet praktvindor, och familjen vindeväxter. Inga underarter finns listade i Catalogue of Life.